# Николаев, Василий Петрович
Василий Петрович Никола́ев (1913—1970) — советский учёный в области аэродинамики.

## Биография
Родился 23 апреля 1913 года в деревне Шеломово (ныне Вологодский район, Вологодская область) в многодетной семье крестьянина-бедняка.
В 1923 году поступил в начальную 4-летнюю школу, за 3 года сдал полный курс. В 1929 году окончил школу-семилетку № 3 в Вологде.
Трудовая биография:
- 1929—1931 ученик слесаря в мастерской школы II ступени № 1, Вологда.
- 1931—1932 чернорабочий, слесарь паровозовагоноремонтного завода, там же.
- 1932—1933, 1933—1938 студент Московского авиационного института (диплом с отличием). С января по сентябрь 1933 года в отпуске в связи с сокращением контингента учащихся, работал ответственным секретарем редакции газеты «Ударная бригада» в поселке Чебсара Вологодской области.
- 1938—1949 инженер, старший инженер, начальник отдела, начальник аэродинамической лаборатории ЦАГИ имени Н. Е. Жуковского, Москва.
- 1949—1953 старший инженер КБ-11, Арзамас-16.
- 1953—1955 руководитель группы, там же.
- 1955—1968 начальник отдела, заместитель начальника сектора НИИ-1011, Снежинск.

С  1968 года персональный пенсионер республиканского значения, жил в Жуковский Московской области.
Специалист в области аэродинамики, кандидат технических наук (1958); старший научный сотрудник (1960).
Член ВКП(б) с 1942 года.

## Семья
Жена Ирина Михайловна, сыновья Валерий и Михаил.

## Награды и звания
- Сталинская премия третьей степени (1951) — за участие в разработке бародатчика и системы приема давления.
- Сталинская премия третьей степени (1953) — за разработку конструкции основных узлов изделий РДС-6с, РДС-4 и РДС-5
- Государственная премия СССР (1967)
- орден Трудового Красного Знамени (1951)
- медали